# 열린책들 세계문학
열린책들 세계문학은 2009년부터 열린책들이 출간하기 시작한 고전 문학 시리즈이다. 2006년 선보였던 <미스터 노Mr. know> 고전 시리즈를 바탕으로 고대 비극부터 시작하여, 중세와 르네상스를 지나 근현대에 이르는 인류의 명저들을 출간하고 있다. 주요 목록으로는 표도르 도스토옙스키, 안톤 체호프, 알렉산드르 푸시킨, 막심 고리키를 비롯한 러시아 작가 다수와 조지 오웰, 윌리엄 셰익스피어, 제인 오스틴, 마크 트웨인, 버지니아 울프, 스콧 피츠제럴드 등의 영미 작가, 알베르 카뮈, 에밀 졸라, 스탕달, 발자크, 위고, 괴테, 카프카, 토마스 만, 니코스 카잔차키스 등의 유럽 작가가 있으며, 아모스 오즈, 루이스 세풀베다, 나쓰메 소세끼, 타고르 등 비유럽권 작가들의 작품까지 세계 각국의 명저를 다양하게 소개하고 있다.

## 목록
001 죄와 벌 전2권
표도르 도스또예프스끼 장편소설 | 홍대화 옮김 | 각 408, 498면
죄와 벌의 심리 과정을 따라가며 혁명 사상의 실제적 문제를 제시하는 명작
• 고려대학교 선정 <교양 명저 60선>
• 미국 대학 위원회 선정 SAT 추천 도서
003 최초의 인간
알베르 카뮈 장편소설 | 김화영 옮김 | 382면
20세기 문학의 정점을 이룬 알베르 카뮈 최후의 육성
• 1957년 노벨 문학상 수상 작가
004 소설 전2권
제임스 미치너 장편소설 | 윤희기 옮김 | 각 280, 362 면
• <이달의 청소년도서> 선정
• 한국 간행물 윤리 위원회 선정 <청소년 권장 도서>
006 개를 데리고 다니는 부인
안똔 체호프 소설선집 | 오종우 옮김 | 292면
삶의 진실과 인간의 참모습을 웃음과 울음으로 드러내는 위대한 작품
• 1993년 서울대학교 선정 <동서 고전 200선>
• 2002년 노벨 연구소가 선정한 <세계문학 100선>
007 우주 만화
이탈로 칼비노 장편소설 | 김운찬 옮김 | 334면
25편 단편 속 신비로운 존재 <크프우프크>를 통해 환상적으로 창조된 우스꽝스러운 우주
008 댈러웨이 부인
버지니아 울프 장편소설 | 최애리 옮김 | 286면
난해한 <의식의 흐름> 기법과 <내적 독백>을 시도한 영국 모더니즘 소설의 고전
• 2005년 『타임』지 선정 <100대 영문 소설>, <20세기 100선>
• 2009년 『뉴스위크』 선정 <세계 100대 명저>
009 어머니
막심 고리끼 장편소설 | 최윤락 옮김 | 470면
혁명의 교과서이자 인간다운 삶의 권리를 일깨우는 영원한 고전
• 1912년 그리보예도프상
• 2006년 이고르 수히흐 교수 <러시아 문학 20세기의 책 20권>
• 서울대학교 권장 도서 100선
010 변신
프란츠 카프카 중단편집 | 홍성광 옮김 | 336면
어디에도 안주하지 못하는 인간의 모습을 초현실적으로 그려 낸 카프카의 주옥같은 단편들
• 서울대학교 권장 도서 100선
011 전도서에 바치는 장미
로저 젤라즈니 중단편집 | 김상훈 옮김 | 424면
신화와 SF의 융합, 흥미롭고 지적인 중단편 소설집
012 대위의 딸
알렉산드르 뿌쉬낀 장편소설 | 석영중 옮김 | 232면
역사적 대사건을 가정 소설과 연애 소설의 형식에 녹여 내어 조망한 산문 예술의 정점
• 2000년 한국 백상 출판 문화상 번역상
013 바다의 침묵
베르코르 소설선집 | 이상해 옮김 | 256면
전쟁과 이데올로기에 가려진 인간성에 대하여 고찰한 레지스탕스 문학의 백미
014 원수들, 사랑 이야기
아이작 싱어 장편소설 | 김진준 옮김 | 318면
유대인 학살에서 살아남은 네 남녀의 사랑과 상처를 그린 소설
• 1978년 노벨 문학상 수상 작가
015 백치 전2권
표도르 도스또예프스끼 장편소설 | 김근식 옮김 | 각 500, 520면
백치 미쉬낀을 통해 구현하는 완전한 아름다움과 순수한 인간의 형상
017 1984년
조지 오웰 장편소설 | 박경서 옮김 | 384면
감시하고 통제하는 전체주의의 권력 앞에 무력해지는 인간의 삶
• 2009년 『뉴스위크』 선정 <세계 100대 명저>
• 『타임』지가 뽑은 <20세기 100선>
018 수용소군도
알렉산드르 솔제니찐 기록문학 | 김학수 옮김 | 360면
20세기 최고의 고발 문학이자 세계적인 휴먼 다큐멘터리
• 1970년 노벨 문학상
• 『타임』지가 뽑은 <20세기 100선>
019 이상한 나라의 앨리스
루이스 캐럴 환상동화 | 머빈 피크 그림 | 최용준 옮김 | 324면
시공을 초월하며 상상력과 호기심의 한계를 허무는 루이스 캐럴의 환상 동화
• 2003년 BBC 「빅리드」 조사 <영국인들이 가장 사랑하는 소설 100편>
• 2004년 <한국 문인이 선호하는 세계 명작 소설 100선>
020 베네치아에서의 죽음
토마스 만 중단편집 | 홍성광 옮김 | 424면
삶과 죽음, 예술과 일상이라는 양극의 주제를 다룬 걸작
• 1929년 노벨 문학상 수상 작가
021 그리스인 조르바
니코스 카잔차키스 장편소설 | 이윤기 옮김 | 484면
카잔차키스가 그려 낸 자유인 조르바의 영혼의 투쟁
• 2002년 노벨 연구소가 선정한 <세계문학 100선>
• 2004년 <한국 문인이 선호하는 세계 명작 소설 100선>
• 2005년 동아일보 선정 <21세기 신고전 50선>
022 벚꽃 동산
안똔 체호프 희곡선집 | 오종우 옮김 | 288면
거창한 사상보다는 삶의 사소함을 객관적인 문체로 그린, 가장 완숙한 체호프의 작품
• 2006년 이고르 수히흐 교수 <러시아 문학 20세기의 책 20권>
• 미국 대학 위원회 선정 SAT 추천 도서
• 서울대학교 권장 도서 100선
023 연애 소설 읽는 노인
루이스 세풀베다 장편소설 | 정창 옮김 | 184면
담백하고 섬세한 문체와 간결한 내용에 인간의 탐욕과 자연의 거대함을 담은 환경 소설
• 1989년 티그레 후안상
• 1998년 전 세계 베스트셀러 8위
024 젊은 사자들 전2권
어윈 쇼 장편소설 | 정영문 옮김 | 각 414, 406
인간의 어리석음, 광기, 우스꽝스러움을 탁월하게 포착한 전쟁 소설이자 심리 소설
• 1945년 오 헨리 문학상
• 1970년 플레이보이상
026 젊은 베르테르의 슬픔
요한 볼프강 폰 괴테 장편소설 | 김인순 옮김 | 232면
사랑의 열병을 앓는 전 세계 젊은이들의 영혼을 울린 감성 문학의 고전
• 2003년 크리스티아네 취른트 <사람이 읽어야 할 모든 것, 책>
027 시라노
에드몽 로스탕 희곡 | 이상해 옮김 | 252면
명랑한 영웅주의, 감미로운 연애 감정, 기발하고 화려한 시구들이 돋보이는 명작
• 미국 대학 위원회 선정 SAT 추천 도서
028 전망 좋은 방
E. M. 포스터 장편소설 | 고정아 옮김 | 292면
영국 사회의 계층 간 갈등과 가치관의 충돌을 날카롭게 포착한 걸작
• 1998년 랜덤하우스 모던 라이브러리 선정 <최고의 영문 소설 100>
029 까라마조프 씨네 형제들 전3권
표도르 도스또예프스끼 장편소설 | 이대우 옮김 | 각 496, 492, 446면
많은 인물군과 에피소드를 통해 심오한 사상과 예술적 깊이를 보여 주는 도스또예프스끼 40년 창작의 결산
• 국립중앙도서관 선정 청소년 권장 도서 50선
• 서울대학교 권장 도서 100선
032 프랑스 중위의 여자 전2권
존 파울즈 장편소설 | 김석희 옮김 | 각 344, 338 면
20세기에 대한 탁월한 우화
• 1969년 실버펜상
• 2005년 『타임』지 선정 <100대 영문 소설>
034 소립자
미셸 우엘벡 장편소설 | 이세욱 옮김 | 352면
성(性) 풍속의 변천 과정을 중심으로 전개되는 두 형제의 쓸쓸한 삶을 다룬 작품
• 1998년 「타임스 리터러리 서플러먼트」 선정 <올해의 책>
• 2002년 국제 IMAPC 더블린 문학상
035 영혼의 자서전 전2권
니코스 카잔차키스 자서전 | 안정효 옮김 | 각 352, 396 면
037 우리들
예브게니 자먀찐 장편소설 | 석영중 옮김 | 240면
• 2006년 이고르 수히흐 교수 <러시아 문학 20세기의 책 20권>
038 뉴욕 3부작
폴 오스터 장편소설 | 황보석 옮김 | 366면
추리 소설의 형식을 빌려 장르의 관습을 뒤엎어 버린, 가장 미국적인 소설
039 닥터 지바고 전2권
보리스 빠스쩨르나끄 장편소설 | 박형규 옮김 | 각 304, 392면
장엄한 시대의 증언으로 러시아 문학의 지평을 넓힌 해빙기 문학의 정수
• 1958년 노벨 문학상
• 미국 대학 위원회 선정 SAT 추천 도서
• 『타임』지가 뽑은 <20세기 100선>
041 고리오 영감
오노레 드 발자크 장편소설 | 임희근 옮김 | 358면
<인간 희극> 시리즈의 으뜸으로, 이후 방대한 소설 세계를 열어 주는 발자크의 대표작
• 2002년 노벨 연구소가 선정한 <세계문학 100선>
• 연세대학교 권장 도서 200권
042 뿌리 전2권
알렉스 헤일리 장편소설 | 안정효 옮김 | 각 398, 448면
10여 년간의 철저한 자료 조사로 재구성된 르포르타주 문학의 걸작
• 1977년 퓰리처상
• 1977년 전미 도서상
• 2004년 <한국 문인이 선호하는 세계 명작 소설 100선>
• 2005년 헨리 포드사 선정 <75년간 미국을 뒤바꾼 75가지>
044 백년보다 긴 하루
친기즈 아이뜨마또프 장편소설 | 황보석 옮김 | 420면
꿈꾸는 듯한 현실과 현실 같은 상상이 절묘하게 어우러진, 소비에트 문화권 최고의 스테디셀러
• 1983년 소비에트 문학상
• 1994년 오스트리아 유럽 문학상
045 최후의 세계
크리스토프 란스마이어 장편소설 | 장희권 옮김 | 262면
1988년 프랑크푸르트 도서전 선정 <올해의 책>
• 1988년 안톤 빌트간스상
• 1992년 독일 바이에른 주 학술원 대문학상
046 추운 나라에서 돌아온 스파이
존 르카레 장편소설 | 김석희 옮김 | 288면
20세기 냉전이 낳은 존 르카레 최고의 스릴러
• 1963년 서머싯 몸상
• 1963년 영국 추리작가 협회상
• 1963년 미국 추리작가 협회상
• 2005년 『타임』지 선정 <100대 영문 소설>
047 산도칸 - 몸프라쳄의 호랑이
에밀리오 살가리 장편소설 | 유향란 옮김 | 428면
말레이시아 해를 배경으로 펼쳐지는 해적 산도칸과 그의 친구 야네스의 활약상
048 기적의 시대
보리슬라프 페키치 장편소설 | 이윤기 옮김 | 416면
• 1965년 유고슬라비아 문학상
049 그리고 죽음
짐 크레이스 장편소설 | 김석희 옮김 | 224면
성장과 소멸, 삶과 죽음이 자연과 인간에게 주는 의미를 성찰하게 하는 걸작
• 1999년 전미 비평가 협회상
• 1999년 「가디언」 선정 <올해의 책>
050 세설 전2권
다니자키 준이치로 장편소설 | 송태욱 옮김 | 각 390, 382면
052 세상이 끝날 때까지 아직 10억 년
스뜨루가츠끼 형제 장편소설 | 석영중 옮김 | 224면
반유토피아 문학의 전통을 계승한 정치 풍자로 판금 조치를 당하기도 한 문제작
• 1988년 <이달의 청소년 도서> 선정
053 동물 농장
조지 오웰 장편소설 | 박경서 옮김 | 196면
스딸린 통치의 역사를 동물 우화에 빗댄 정치 알레고리 소설의 고전
• 2008년 영국 플레이닷컴 선정 <역사상 가장 위대한 소설 10>
• 2009년 『뉴스위크』 선정 <세계 100대 명저>
054 캉디드 혹은 낙관주의
볼테르 장편소설 | 이봉지 옮김 | 222면
해학과 풍자를 통해 작가 자신의 철학을 고스란히 담아 낸 철학적 콩트의 정수
• 1993년 서울대학교 선정 <동서 고전 200선>
• 미국 대학 위원회 선정 SAT 추천 도서
055 도적 떼
프리드리히 폰 실러 희곡 | 김인순 옮김 | 256면
<형제의 반목>이라는 모티프를 이용하여 자유와 반항을 설득력 있게 묘사한 비극
• 1993년 서울대학교 선정 <동서 고전 200선>
• 고려대학교 선정 <교양 명저 60선>
056 플로베르의 앵무새
줄리언 반스 장편소설 | 신재실 옮김 | 256면
예술 작품을 둘러싸고 벌어지는 인간 사회의 다양한 양상을 날카롭게 통찰한 작품
• 1986년 메디치상
• 1986년 E. M. 포스터상
• 1987년 구텐베르크상
057 악령 전3권
표도르 도스또예프스끼 장편소설 | 김연경 옮김 | 각 322, 394, 484면
실제 사건에 심리적, 형이상학적 색채를 가미한 위대한 비극
• 1966년 동아일보 선정 <한국 명사들의 추천 도서>
060 의심스러운 싸움
존 스타인벡 장편소설 | 윤희기 옮김 | 338면
1930년대 대공황기 캘리포니아 농장 지대의 파업을 극적으로 그린 소설
• 1937년 캘리포니아 커먼웰스 클럽 금상
• 1962년 노벨 문학상 수상 작가
061 몽유병자들 전2권
헤르만 브로흐 장편소설 | 김경연 옮김 | 각 398, 384면
063 몰타의 매
대실 해밋 장편소설 | 고정아 옮김 | 298면
하드보일드 소설의 창시자 대실 해밋의 세계 최초 탐정 소설
• 2009년 『뉴스위크』 선정 <세계 100대 명저>
• 뉴욕 추리 전문 서점 블랙 오키드 선정 <최고의 추리 소설 10>
064 마야꼬프스끼 선집
블라지미르 마야꼬프스끼 선집 | 석영중 옮김 | 320면
20세기 러시아의 위대한 혁명 시인 마야꼬프스끼의 대표적인 시와 산문 모음집
065 드라큘라 전2권
브램 스토커 장편소설 | 이세욱 옮김 | 각 340, 332면
성 (性)을 결합시킨 환상 문학의 고전
• 2003년 크리스티아네 취른트 <사람이 읽어야 할 모든 것, 책>
067 서부 전선 이상 없다
에리히 마리아 레마르크 장편소설 | 홍성광 옮김 | 248면
지극히 평범한 한 인간을 통해 전쟁의 본질을 보여 주는, 가장 위대한 전쟁 소설
• 미국 대학 위원회 선정 SAT 추천 도서
• 『타임』지가 뽑은 <20세기 100선>
068 적과 흑 전2권
스탕달 장편소설 | 임미경 옮김 | 각 376, 366면
2002년 노벨 연구소가 선정한 <세계문학 100선>
• 국립중앙도서관 선정 청소년 권장 도서 50선
• 서울대학교 권장 도서 100선
070 지상에서 영원으로 전3권
제임스 존스 장편소설 | 이종인 옮김 | 각 396, 378, 388면
제2차 세계 대전을 배경으로 두 쌍의 연인을 통해 하와이 주둔 미군 부대의 실상을 폭로한 자연주의 소설
• 1952년 전미 도서상
• 1998년 랜덤하우스 모던 라이브러리 선정 <최고의 영문 소설 100>
073 파우스트
요한 볼프강 폰 괴테 희곡 | 김인순 옮김 | 494면
진리를 찾는 파우스트를 통해 인간사의 모든 문제를 상징적으로 표현한 고전 중의 고전
• 2002년 노벨 연구소가 선정한 <세계문학 100선>
• 2003년 국립중앙도서관 선정 <고전 100선>
• 미국 대학 위원회 선정 SAT 추천 도서
• 서울대학교 권장 도서 100선
• 『뉴스위크』 선정 <세상을 움직인 100권의 책>
074 쾌걸 조로
존스턴 매컬리 장편소설 | 김훈 옮김 | 316면
마스크 뒤에 정체를 감추고 폭압에 맞서 싸우는 쾌걸 조로의 가슴 시원한 활약
075 거장과 마르가리따 전2권
미하일 불가꼬프 장편소설 | 홍대화 옮김 | 각 362, 328면
스딸린 치하의 소비에트 사회를 풍자하는 서늘한 공포와 유쾌한 웃음의 묘미
• 2006년 이고르 수히흐 교수 <러시아 문학 20세기의 책 20권>
077 순수의 시대
이디스 워튼 장편소설 | 고정아 옮김 | 356면
사랑과 결혼의 의미를 찾는 세 남녀의 이야기를 세밀하게 그려 낸 연애 소설의 고전
• 1998년 랜덤하우스 모던 라이브러리 선정 <최고의 영문 소설 100>
• 2009년 『뉴스위크』 선정 <세계 100대 명저>
078 검의 대가
아르투로 페레스 레베르테 장편소설 | 김수진 옮김 | 296면
1868년 마드리드, 역사적인 음모와 계략 그리고 화려한 검술이 엮어 내는 지적 미스터리
• 1993년 『리르』지 선정 <10대 외국 소설가>
• 1997년 코레오 그룹상
• 2000년 「뉴욕 타임스」 선정 <올해의 포켓북>
079 예브게니 오네긴
알렉산드르 뿌쉬낀 운문소설 | 석영중 옮김 | 318면
패러디의 소설이자 소설의 패러디. 러시아가 낳은 위대한 시인 뿌쉬낀의 장편 운문 소설
• 고려대학교 선정 <교양 명저 60선>
• 연세대학교 권장 도서 200권
080 장미의 이름 전2권
움베르토 에코 장편소설 | 이윤기 옮김 | 각 342, 348면
1981년 스트레가상
• 1982년 메디치상
• 2003년 BBC 「빅리드」 조사 <영국인들이 가장 사랑하는 소설 100편>
• 2008년 서울대학교 대출 도서 순위 20위
082 향수
파트리크 쥐스킨트 장편소설 | 강명순 옮김 | 294면
지상 최고의 향수를 만들려는 한 악마적 천재의 기상천외한 이야기
• 2003년 BBC 「빅리드」 조사 <영국인들이 가장 사랑하는 소설 100편>
• 2008년 서울대학교 대출 도서 순위 20위
083 여자를 안다는 것
아모스 오즈 장편소설 | 최창모 옮김 | 278면
현대 히브리 문학의 대표적 작가이자 평화 운동가인 아모스 오즈의 대표작
084 나는 고양이로소이다
나쓰메 소세키 장편소설 | 김난주 옮김 | 468면
고양이의 눈에 비친 인간들의 우스꽝스럽고도 서글픈 초상
085 웃는 남자 전2권
빅토르 위고 장편소설 | 이형식 옮김 | 각 472, 486
17세기 영국 사회에 대한 묘사와 역사에 대한 통찰력이 돋보이는 위고의 최고 걸작
087 아웃 오브 아프리카
카렌 블릭센 장편소설 | 민승남 옮김 | 370면
아프리카에 바치는, 아프리카인과 나눈 사랑과 교감 그리고 우정과 깨달음의 기록
088 무엇을 할 것인가 전2권
니꼴라이 체르니셰프스끼 장편소설 | 서정록 옮김 | 각 358, 402면
젊은 지식인들에게 <혁명의 교과서>로 추앙받은 사회주의 이상 소설
090 도나 플로르와 그녀의 두 남편 전2권
조르지 아마두 장편소설 | 오숙은 옮김 | 각 328, 308면
092 미사고의 숲
로버트 홀드스톡 장편소설 | 김상훈 옮김 | 416면
신화의 원형과 <숲>으로 상징되는 집단 무의식의 본질을 유려한 문체로 형상화한 걸작
• 1985년 세계 환상 문학상 대상
• 2003년 프랑스 환상 문학상 특별상
093 신곡 전3권
단테 알리기에리 장편서사시 | 김운찬 옮김 | 각 290, 294, 320면
총 1만 4233행으로 기록된, 단테의 일주일 동안의 저승 여행 이야기
• 2009년 『뉴스위크』 선정 <세계 100대 명저>
• 서울대학교 권장 도서 100선
096 교수
샬럿 브론테 장편소설 | 배미영 옮김 | 368면
권위와 위선을 거부하고 자립해 가는 인간들의 모순된 내면 심리에 대한 탁월한 묘사
097 노름꾼
표도르 도스또예프스끼 장편소설 | 이재필 옮김 | 312면
잡지의 실패, 형과 아내의 죽음, 빚……. 파국으로 치닫는 악몽 같은 이야기로 승화한 작가의 회상
098 하워즈 엔드
E. M. 포스터 장편소설 | 고정아 옮김 | 506면
정교한 플롯과 다채로운 인물 묘사가 돋보이는 E. M. 포스터의 역작
• 1998년 랜덤하우스 모던 라이브러리 선정 <최고의 영문 소설 100>
• 2004년 <한국 문인이 선호하는 세계 명작 소설 100선>
099 최후의 유혹 전2권
니코스 카잔차키스 장편소설 | 안정효 옮김 | 각 406, 398면
101 키리냐가
마이크 레스닉 장편소설 | 최용준 옮김 | 460면
모든 문제에 대한 해답이 존재했던, 잃어버린 유토피아에 관한 우화
• 1989년 휴고상
102 바스커빌가의 개
아서 코넌 도일 장편소설 | 조영학 옮김 | 264면
가장 매력적인 탐정 <셜록 홈스>를 창조해 낸 코넌 도일 최고의 장편소설
• 『히치콕 매거진』 선정 <세계 10대 추리 소설>
103 버마 시절
조지 오웰 장편소설 | 박경서 옮김 | 398면
<인도 제국주의 경찰>이라는 실제 경험을 바탕으로 완성한 조지 오웰의 첫 장편, 그 식민지의 기록
104 10 1/2장으로 쓴 세계 역사
줄리언 반스 장편소설 | 신재실 옮김 | 454면
패러디, 다큐멘터리, 에세이 등 다양한 형식을 통한 세계 역사의 포스트모더니즘적 전복
105 죽음의 집의 기록
표도르 도스또예프스끼 장편소설 | 이덕형 옮김 | 524면
도스또예프스끼의 실제 경험이 가장 많이 반영된 다큐멘터리적 소설
• 1955년 시카고 대학 그레이트 북스
106 소유 전2권
수전 바이어트 장편소설 | 윤희기 옮김 | 각 440, 480
1990년 부커상
• 1990년 영국 최고 영예 지도자상인 커맨더(CBE) 훈장
• 2005년 『타임』지 선정 <100대 영문 소설>
108 미성년 전2권
표도르 도스또예프스끼 장편소설 | 이상룡 옮김 | 각 510, 540면
불행한 운명을 타고난 한 청년이 이상과 현실 사이에서 방황하는 모습을 그린 성장 소설
110 성 앙투안느의 유혹
귀스타브 플로베르 희곡소설 | 김용은 옮김 | 528면
<낭만주의적 구도자> 귀스타브 플로베르가 스스로 밝힌 <평생의 작품>
111 밤으로의 긴 여로
유진 오닐 희곡 | 강유나 옮김 | 240면
치솟는 애증과 한없는 연민의 다른 이름, <가족>에 대한 유진 오닐의 자전적 고백
• 1936년 노벨 문학상 수상 작가
• 1957년 퓰리처상
• 미국 대학 위원회 선정 SAT 추천 도서
• 『타임』지가 뽑은 <20세기 100선>
112 마법사 전2권
존 파울즈 장편소설 | 정영문 옮김 | 각 510, 542
2003년 BBC 「빅리드」 조사 <영국인들이 가장 사랑하는 소설 100편>
• 『타임』지 선정 <100대 영문 소설>
114 스쩨빤치꼬보 마을 사람들
표도르 도스또예프스끼 장편소설 | 변현태 옮김 | 412면
작가의 시베리아 유형 직후에 발표된 작품. 유쾌한 희극적 기법과 언어의 기막힌 패러디
115 플랑드르 거장의 그림
아르투로 페레스 레베르테 장편소설 | 정창 옮김 | 512면
그림에 감추어진 문장으로 과거를 추적해 가는 미스터리이자 역사 추리 소설
• 1993년 프랑스 추리 소설 대상
• 1993년 『리르』지 선정 <10대 외국인 소설가>
116 분신
표도르 도스또예프스끼 장편소설 | 석영중 옮김 | 272면
<의식의 분열>이라는 도스또예프스끼 창작의 가장 중요한 테마를 예고한 작품
117 가난한 사람들
표도르 도스또예프스끼 장편소설 | 석영중 옮김 | 248면
보잘것없는 하급 관리와 욕심 많은 지주의 아내가 되는 가엾은 처녀가 주고받은 편지
118 인형의 집
헨리크 입센 희곡 | 김창화 옮김 | 262면
누군가의 아내 혹은 어머니가 아닌, 한 <인간>으로서의 여성의 깨달음을 그린 화제작
• 미국 대학 위원회 선정 SAT 추천 도서
• 『뉴스위크』 선정 <세상을 움직인 100권의 책>
119 영원한 남편
표도르 도스또예프스끼 장편소설 | 정명자 옮김 | 440면
도스또예프스끼의 심화된 예술 세계를 보여 주는 단편 모음집
120 알코올
기욤 아폴리네르 시집 | 황현산 옮김 | 352면
파격적인 시풍과 유려한 내재율을 자랑하는 기욤 아폴리네르의 첫 시집
121 지하로부터의 수기
표도르 도스또예프스끼 장편소설 | 계동준 옮김 | 252면
선악의 충돌, 환경과 윤리의 갈등, 인간의 번민과 그리스도를 통한 구원에 관한 이야기들
122 어느 작가의 오후
페터 한트케 중편소설 | 홍성광 옮김 | 152면
세계적 작가 페터 한트케가 소설의 형식으로 써 내려간 독특한 <작가론>, 한트케식 글쓰기의 표본
123 아저씨의 꿈
표도르 도스또예프스끼 장편소설 | 박종소 옮김 | 304면
과장의 기법과 희화적 색채를 드러낸 도스또예프스끼의 풍자 드라마 혹은 사회 비판적 소설
124 네또츠까 네즈바노바
표도르 도스또예프스끼 장편소설 | 박재만 옮김 | 316면
네또츠까 네즈바노바라는 한 여성의 일대기를 다룬 도스또예프스끼 최초의 장편이자 미완성작
125 곤두박질
마이클 프레인 장편소설 | 최용준 옮김 | 528면
해박한 미술사적 지식을 토대로 한 예술 소설이자 역사적 배경 속에서 벌어지는 사회심리 코미디
• 1999년 「타임스 리터러리 서플러먼트」 선정 <올해의 책>
• 1999년 휫브레드상
126 백야 외
표도르 도스또예프스끼 소설선집 | 석영중 외 옮김 | 400면
도스또예프스끼의 유토피아적 사회주의 사상이 나타난 단편 모음으로, 뻬뜨로빠블로프스끄 감옥에 수감된 동안의 삶의 환희 등이 엿보이는 작품
127 살라미나의 병사들
하비에르 세르카스 장편소설 | 김창민 옮김 | 296면
1939년 프랑스 국경 숲 집단 총살에서 살아남은 작가이자 팔랑헤당의 핵심 멤버였던 산체스 마사스를 추적하는, 탐정 소설 형식을 띤 이야기
• 2001년 스페인 살람보상, 『케 레에르』지 독자상, 바르셀로나 시의 상
• 2004년 영국 「인디펜던트」 외국 소설상
128 뻬쩨르부르그 연대기 외
표도르 도스또예프스끼 소설선집 | 이항재 옮김 | 294면
새로운 테마와 방법으로 고심한 흔적이 나타나는, 당대 사회에 대한 날카로운 관찰자적 시각을 가지고 간결하고 세련된 문체를 사용한 작품
129 상처받은 사람들 전2권
표도르 도스또예프스끼 장편소설 | 윤우섭 옮김 | 각 294, 392면
19세기 중엽 뻬쩨르부르그 상류 사회의 이중적 삶과 하층민의 고통, 그로 인한 비극적 갈등과 모순을 그린 작품
131 악어 외
표도르 도스또예프스끼 소설선집 | 박혜경 외 옮김 | 312면
도스또예프스끼의 중기 단편. 점차 완숙해져 가는 작가의 예술적•사상적 세계관이 돋보이는 작품
132 허클베리 핀의 모험
마크 트웨인 장편소설 | 윤교찬 옮김 | 408면
모험 소설의 대가. 미국의 셰익스피어라 불리는 마크 트웨인의 대표작
• 미국 대학 위원회 선정 SAT 추천 도서
• 서울대학교 권장 도서 100선
133 부활 전2권
례프 똘스또이 장편소설 | 이대우 옮김 | 각 306, 406면
2003년 국립중앙도서관 선정 <고전 100선>
• 2004년 <한국 문인이 선호하는 세계 명작 소설 100선>
135 보물섬
로버트 루이스 스티븐슨 장편소설 | 최용준 옮김 | 352면
백 년이 넘게 전 세계 독자들의 사랑을 받아 온 해양 모험 소설의 고전
• 2003년 BBC 「빅리드」 조사 <영국인들이 가장 사랑하는 소설 100편>
• 미국 대학 위원회 선정 SAT 추천 도서
136 천일야화 전6권
앙투안 갈랑 | 임호경 옮김 | 각 334, 326, 372, 392, 342, 304면
마법과 흥미진진한 모험 속에서 아랍의 문화와 관습은 물론 아랍인들의 세계관과 기질을 재미있게 전하는 앙투안 갈랑의 <천일야화> 완역판
• 2003년 국립중앙도서관 선정 <고전 100선>
142 아버지와 아들
이반 뚜르게녜프 장편소설 | 이상원 옮김 | 318면
격변기 러시아의 세대 갈등. <보수>와 <진보>가 대립하는 시대상을 묘사하여 논쟁을 불러일으킨 작품
• 1993년 서울대학교 선정 <동서 고전 200선>
• 미국 대학 위원회 선정 SAT 추천 도서
143 오만과 편견
제인 오스틴 장편소설 | 원유경 옮김 | 472면
오만과 편견에서 비롯된 모든 갈등과 모순은 결혼으로 해결된다. 셰익스피어에 버금가는 작가 제인 오스틴의 대표작
• 1954년 서머싯 몸이 추천한 세계 10대 소설
• 2002년 노벨 연구소가 선정한 <세계 문학 100선>
• 미국 대학 위원회 선정 SAT 추천 도서
144 천로 역정
존 버니언 우화소설 | 이동일 옮김 | 420면
좁은 문을 지나 천국에 이르는 순례자의 여정. 침례교 설교자 존 버니언의 대표작인 종교적 우화소설
• 1945년 호레이스 십 선정 <세계를 움직인 책 10권>
• 2003년 국립중앙도서관 선정 <고전 100선>
• 2004년 <한국 문인이 선호하는 세계 명작 소설 100선>
145 대주교에게 죽음이 오다
윌라 캐더 장편소설 | 윤명옥 옮김 | 348면
웅대한 자연환경과 함께 뉴멕시코 선교사들의 삶을 그린, 퓰리처상 수상 작가 윌라 캐더의 아름다운 신화적 소설
• 2005년 『타임』지 선정 <100대 영문 소설>
• 2009년 『뉴스위크』 선정 <세계 100대 명저>
• 미국 대학 위원회 선정 SAT 추천 도서
146 권력과 영광
그레이엄 그린 장편소설 | 김연수 옮김 | 380면
군사 혁명 시절의 멕시코, 범법자이자 도망자를 자처한 어느 사제의 이야기. 불구가 된 세상이 신의 대리인에게 내리는 가혹한 형벌, 혹은 놀라운 축복!
• 2005년 『타임』지 선정 <100대 영문 소설>
147 80일간의 세계 일주
쥘 베른 장편소설 | 고정아 옮김 | 334면
공상 과학 소설의 고전! 지금까지 전 세계에 가장 많은 번역 작품을 남긴 쥘 베른. 그가 그려 낸 80일 동안의 세계 일주
• 미국 대학 위원회 선정 SAT 추천 도서
148 바람과 함께 사라지다 전3권
마거릿 미첼 장편소설 | 안정효 옮김 | 각 552, 566, 560면
미국 문학사상 최고의 이야기꾼 마거릿 미첼의 대표작. 전쟁의 폐허 속에서 살아가는 여성의 이야기
• 1937년 퓰리처상
• 2009년 『뉴스위크』 선정 <세계 100대 명저>
151 기탄잘리
라빈드라나트 타고르 시집 | 장경렬 옮김 | 216면
먼 곳을 가깝게 하고 낯선 이를 형제로 만드는 타고르 시의 힘! 나그네, 연인…… <님>을 그리는 가난한 마음들이 바치는 노래의 화환
• 1913년 노벨 문학상
• 2003년 국립중앙도서관 선정 <고전 100선>
152 도리언 그레이의 초상
오스카 와일드 장편소설 | 윤희기 옮김 | 364면
예술과 삶의 관계를 해명한 오스카 와일드의 유일한 장편소설
• 1996년 동아일보 선정 <한국 명사들의 추천 도서>
• 미국 대학 위원회 선정 SAT 추천 도서
153 레우코와의 대화
체사레 파베세 희곡소설 | 김운찬 옮김 | 276면
이탈리아 신사실주의 문학을 대표하는 파베세의 급진적인 신화 해석
154 햄릿
윌리엄 셰익스피어 희곡 | 박우수 옮김 | 242면
삶과 죽음, 도덕과 양심, 의지와 운명 등 다양한 문제를 동반한 존재 탐구의 여정
• 2002년 노벨 연구소가 선정한 <세계문학 100선>
• 미국 대학 위원회 선정 SAT 추천 도서
155 맥베스
윌리엄 셰익스피어 희곡 | 권오숙 옮김 | 164면
모순과 역설을 통해 인간 내면의 온갖 가치 충돌을 그려 낸, 셰익스피어 4대 비극의 마지막 작품
• 2002년 노벨 연구소가 선정한 <세계문학 100선>
• 미국 대학 위원회 선정 SAT 추천 도서
156 아들과 연인 전2권
D. H. 로런스 장편소설 | 최희섭 옮김 | 각 464, 428면
19세기 말에서 20세기 초 영국 사회 하층 계급의 삶을 생생하게 묘사한 로런스의 자전적 소설!
• 2002년 노벨 연구소가 선정한 <세계문학 100선>
• 2009년 『뉴스위크』 선정 <세계 100대 명저>
158 그리고 아무 말도 하지 않았다
하인리히 뵐 장편소설 | 홍성광 옮김 | 264면
<전후 독일에서 쓰인 최고의 책>이라고 극찬받은 작품. 섬세하게 묘사된 전후의 내면 풍경
• 1972년 노벨 문학상 수상 작가
159 미덕의 불운
싸드 장편소설 | 이형식 옮김 | 238면
신앙 깊고 정숙한 미덕의 화신 쥐스띤느에게 가해지는 잔혹한 운명. <싸디즘>의 유래가 된 문제작
160 프랑켄슈타인
메리 W. 셸리 장편소설 | 오숙은 옮김 | 310면
공포 소설, 공상 과학 소설의 고전. 과학의 발전과 실험이 불러올지도 모를 끔찍한 재앙에 대한 경고
• 2009년 『뉴스위크』 선정 <세계 100대 명저>
• 미국 대학 위원회 선정 SAT 추천 도서
161 위대한 개츠비
프랜시스 스콧 피츠제럴드 장편소설 | 한애경 옮김 | 270면
개츠비, 닉, 톰이라는 세 캐릭터를 통해 시대적 불안을 뛰어나게 묘사한 고전
• 2005년 『타임』지 선정 <100대 영문 소설>
• 미국 대학 위원회 선정 SAT 추천 도서
162 아Q정전
루쉰 중단편집 | 김태성 옮김 | 310면
현대 중국의 문학과 인문 정신의 출발을 상징하는 루쉰의 소설집
• 1996년 「뉴욕 타임스」 선정 〈20세기에 가장 큰 영향을 끼친 그레이트 북스〉
163 로빈슨 크루소
대니얼 디포 장편소설 | 류경희 옮김 | 450면
최초의 본격 소설이자 근대 소설의 효시. 국적과 시대와 세대를 불문한 여행기 문학의 대표작
• 2003년 국립중앙도서관 선정 <고전 100선>
• 미국 대학 위원회 선정 SAT 추천 도서
164 타임머신
허버트 조지 웰스 소설선집 | 김석희 옮김 | 292면
SF의 거인 허버트 조지 웰스가 그려 낸 인류의 미래 그 잔혹한 기적!
• 2003년 크리스티아네 취른트 <사람이 읽어야 할 모든 것, 책>
165 제인 에어 전2권
샬럿 브론테 장편소설 | 이미선 옮김 | 각 390, 380면
가난한 고아 가정 교사 제인 에어와 부유하지만 불행한 로체스터의 사랑을 주제로 한 연애 소설
• 미국 대학 위원회 선정 SAT 추천 도서
167 풀잎
월트 휘트먼 시집 | 허현숙 옮김 | 274면
자유시의 선구자 월트 휘트먼. 40년간 수정과 증보를 거듭한 시집 『풀잎』의 초판 완역본
• 2002년 노벨 연구소가 선정한 〈세계문학 100선〉
• 2009년 『뉴스위크』 선정 <세계 100대 명저>
168 표류자들의 집
기예르모 로살레스 장편소설 | 최유정 옮김 | 204면
쿠바와 미국, 그 어느 땅에도 뿌리박기를 거부한 작가 기예르모 로살레스. 그가 생전에 남긴 단 한 권의 책
• 1987년 황금 문학상
169 배빗
싱클레어 루이스 장편소설 | 이종인 옮김 | 514면
일반 명사가 된 한 남자의 이야기. 미국의 중산 계급에 대한 풍자와 뛰어난 환경 묘사에 성공한 루이스의 최고 걸작!
• 1930년 노벨 문학상
170 이토록 긴 편지
마리아마 바 장편소설 | 백선희 옮김 | 186면
50대 여성 라마툴라이가 친구 아이사투에게 쓴 편지. 일부다처제를 둘러싼 두 여인의 고통과 선택, 새로운 삶에서의 번민을 담아낸 작품
• 1980년 노마상
171 느릅나무 아래 욕망
유진 오닐 희곡 | 손동호 옮김 | 156면
욕정과 물욕, 근친상간과 유아 살해, 욕망에서 비롯된 인간사 갈등의 극단점. 그러나 그 속에서도 아직 꺾이지 않는 사랑에 대한 이야기
• 1936년 노벨 문학상 수상 작가
172 이방인
알베르 카뮈 장편소설 | 김예령 옮김 | 196면
인간의 부조리를 성찰한 작가 알베르 카뮈의 처녀작. 죽음, 자유, 반항, 진실의 심연을 들여다본다
• 1957년 노벨 문학상 수상 작가
• 2002년 노벨 연구소가 선정한 <세계 문학 100대 작품>
173 미라마르
나기브 마푸즈 장편소설 | 허진 옮김 | 280면
아랍 문학계의 큰 별, 나기브 마푸즈가 파고든 두 차례의 혁명, 그 이후
• 1988년 노벨 문학상 수상 작가
174 지킬 박사와 하이드 씨
로버트 루이스 스티븐슨 소설선집 | 조영학 옮김 | 314면
인간 내면의 근원을 탐구한 탁월한 심리 묘사가 스티븐슨. 그가 선사하는 다섯 가지 기이한 이야기
• 2004년 〈한국 문인이 선호하는 세계 명작 소설 100선〉
175 루진
이반 세르게예비치 뚜르게녜프 장편소설 | 이항재 옮김 | 258면
한 <잉여 인간>의 삶과 죽음을 러시아 문단의 거인 뚜르게녜프의 사실적 시선을 통해 엿본다
176 피그말리온
조지 버나드 쇼 희곡 | 김소임 옮김 | 244면
20세기 영국 사회의 허위와 모순에 대한 신랄한 풍자. 셰익스피어 이후 가장 위대한 극작가 조지 버나드 쇼의 대표작
• 1925년 노벨 문학상 수상 작가
177 목로주점 전2권
에밀 졸라 장편소설 | 유기환 옮김 | 각 334, 330면
. 19세기를 살아간 노동자의 고달픈 삶, 그 몰락의 연대기
179 엠마 전2권
제인 오스틴 장편소설 | 이미애 옮김 | 각 336, 354면
호기심과 오해가 빚어낸 사건들 속에서 완성되는 철부지 엠마의 좌충우돌 성장기
181 비숍 살인 사건
S. S. 밴 다인 장편소설 | 최인자 옮김 | 452면
추리 소설의 황금시대를 장식한 S. S. 밴 다인의, 시와 문학을 접목시킨 연쇄 살인 사건
182 우신예찬
에라스무스 풍자문 | 김남우 옮김 | 286면
자유로운 세계주의자 에라스무스, 그의 눈에 비친 <웃지 않을 수 없는> 시대의 모습
183 하자르 사전
밀로라드 파비치 장편소설 | 신현철 옮김 | 478면
지중해에 실제로 존재했던 하자르 제국에 대한, 역사와 환상이 교묘하게 뒤섞인 역사 미스터리 사전(辭典) 소설
184 테스 전2권
토머스 하디 장편소설 | 김문숙 옮김 | 각 392, 332면
• 미국 대학 위원회 선정 SAT 추천 도서
186 투명 인간
허버트 조지 웰스 장편소설 | 김석희 옮김 | 280면
SF의 거장 허버트 조지 웰스의 빛나는 상상력. 보이지 않는 인간이 보여 주는, 소외된 인간의 고독
• 미국 대학 위원회 선정 SAT 추천 도서
187 93년 전2권
빅또르 위고 장편소설 | 이형식 옮김 | 각 288, 352
189 젊은 예술가의 초상
제임스 조이스 장편소설 | 성은애 옮김 | 370면
20세기 가장 혁명적인 문학가 제임스 조이스의 자전적 소설. 감수성을 억압하는 사회를 거부하고 예술의 길을 택한 한 소년의 성장기
190 소네트집
윌리엄 셰익스피어 연작시집 | 박우수 옮김 | 194면
아름다운 언어로 사랑과 고통을 그려 낸 소네트 문학의 최고 걸작
• 2009년 『뉴스위크』 선정 <세계 100대 명저>
191 메뚜기의 날
너새니얼 웨스트 장편소설 | 김진준 옮김 | 274면
할리우드 뒷골목의 하류 인생들! 그들의 적나라한 모습에서 헛된 꿈에 부푼 인간들의 모습을 본다
• 2009년 『뉴스위크』 선정 <세계 100대 명저>
192 나사의 회전
헨리 제임스 중편소설 | 이승은 옮김 | 252면
모호한 암시와 뒤에 숨겨진 반전. 현대 심리 소설의 아버지 헨리 제임스의 대표작
• 미국 대학 위원회 선정 SAT 추천 도서
• 1955년 시카고 대학 <그레이트 북스>
193 오셀로
윌리엄 셰익스피어 희곡 | 권오숙 옮김 | 210면
인간의 사랑과 질투, 그리고 의심이라는 감정이 빚어내는 비극
194 소송
프란츠 카프카 장편소설 | 김재혁 옮김 | 366면
난데없는 소송과 운명적 소용돌이에 희생당하는 한 인간을 통해 카프카의 문학적 천재성을 본다
• 2002년 노벨 연구소가 선정한 〈세계 문학 100선〉
• 2005년 『타임』지 선정 〈100대 영문 소설〉
195 나의 안토니아
윌라 캐더 장편소설 | 전경자 옮김 | 362면
유토피아를 꿈꾸며 고향을 떠나온 이민자들의 삶. 황량한 초원에서 펼쳐진 그들의 아름다운 순간들
• 2007년 데보라 G. 펠터 <여성의 삶을 바꾼 책 50권>
196 자성록
마르쿠스 아우렐리우스 명상록 | 박민수 옮김 | 228면
로마 황제라는 화려함 뒤에 권력보다는 철학과 인간을 사랑했던 고독한 영웅이 있었다. 그의 성찰의 시간들을 엿본다
197 오레스테이아
아이스킬로스 비극 | 두행숙 옮김 | 324면
오레스테스를 중심으로 벌어지는 잔혹한 복수극을 통해 정의란 무엇인지에 대한 질문을 던진다
198 노인과 바다
어니스트 헤밍웨이 소설선집 | 이종인 옮김 | 310면
한 노인과 거대한 물고기의 사투를 통해 삶과 죽음에 대한 고민과 패배하지 않는 인간의 굳건한 의지를 그려 낸다
• 1952년 퓰리처상 수상작
• 1952년 노벨 문학상 수상 작가
199 무기여 잘 있거라
어니스트 헤밍웨이 장편소설 | 이종인 옮김 | 456면
체험에 뿌리를 내린 크나큰 비극. 미국 문학의 거장 헤밍웨이가 <잃어버린 세대>의 모습을 담는다
• 『타임』지가 뽑은 <20세기 100선>
200 서푼짜리 오페라
베르톨트 브레히트 희곡선집 | 이은희 옮김 | 312면
이데올로기 속에 갇힌 인간의 모습을 그려 낸 「서푼짜리 오페라」와 「억척어멈과 자식들」을 만난다
• 「뉴욕 타임스」 선정 〈20세기 최고의 책 100선>
201 리어 왕
윌리엄 셰익스피어 희곡 | 박우수 옮김 | 216면
자신의 정체성을 아는 자 누구인가? 오이디푸스의 후예 리어, 눈 있으되 보지 못하는 자의 고통
• 미국 대학 위원회 선정 SAT 추천 도서
• 2002년 노벨 연구소가 선정한 <세계문학 100선>
202 주홍 글자
너대니얼 호손 장편소설 | 곽영미 옮김 | 352면
미국 문학의 시대를 연 호손의 대표작. 가장 통속적인 곳에서 피어난 가장 숭고한 이야기
• 미국 대학 위원회 선정 SAT 추천 도서
203 모히칸족의 최후
제임스 페니모어 쿠퍼 장편소설 | 이나경 옮김 | 500면
자연과 문명, 인디언과 백인, 신화와 역사의 경계를 넘나드는 모히칸 전사의 최후 전투 기록
• 미국 대학 위원회 선정 SAT 추천 도서
204 곤충 극장
카렐 차페크 희곡선집 | 김선형 옮김 | 350면
양차 대전 사이 유럽을 살아간 휴머니스트 카렐 차페크의 치열한 고민, 그러나 위트 넘치는 기록들
205 누구를 위하여 종은 울리나 전2권
어니스트 헤밍웨이 장편소설 | 이종인 옮김 | 각 414, 392면
207 타르튀프
몰리에르 희곡선집 | 신은영 옮김 | 408면
최고의 희극 배우이자 가장 위대한 극작가 몰리에르. 조롱과 웃음기로 무장한 투쟁의 궤적
• 1955년 시카고 대학 <그레이트 북스>
208 유토피아
토머스 모어 소설 | 전경자 옮김 | 274면
르네상스 시대의 휴머니즘과 종교적 관용, 평화주의, 성 평등을 주장한 근대 소설의 효시이자 사회사상사적 명저
• 『뉴스위크』 선정 세상을 움직인 100권의 책
• 스탠포드 대학 선정 <세계의 결정적 책 15권>
• 서울대학교 권장 도서 100선
• 국립중앙도서관 선정 <고전 100선>
209 인간과 초인
조지 버나드 쇼 희곡 | 이후지 옮김 | 314면
니체의 초인 사상에 큰 영향을 받은 버나드 쇼의 인생관과 예술론이 흥미로운 설정과 희극적인 요소와 함께 펼쳐진다
• 1925년 노벨 문학상 수상
• 미국 대학 위원회 선정 SAT 추천 도서
• 시카고 대학 그레이트 북스
210 페드르와 이폴리트
장 라신 희곡 | 신정아 옮김 | 200면
프랑스 신고전주의 희곡의 대가 라신의 대표작이자 정념을 다룬 비극의 정수
• 서울대학교 선정 <동서 고전 200선〉
• 시카고 대학 그레이트 북스